# قميلة عقدية
قميلة عقدية أو جزر شيطاني عقدي أو اللصق (الاسم العلمي:Torilis nodosa) هو نوع من النباتات يتبع جنس القميلة من الفصيلة الخيمية.